# Dolné Plachtince
Dolné Plachtince este o comună slovacă, aflată în districtul Veľký Krtíš din regiunea Banská Bystrica. Localitatea se află la altitudinea de 203 m deasupra n.m., se întinde pe o suprafață de 9,88 km2 și în 2017 număra 629 de locuitori.

## Istoric
Localitatea Dolné Plachtince este atestată documentar din 1243.

## Demografie
| An:                | 1994 | 2004   | 2014   | 2024   |
| ------------------ | ---- | ------ | ------ | ------ |
| Număr de persoane: | 562  | 599    | 633    | 596    |
| Diferență:         |      | +6,58% | +5,67% | −5,84% |

| An:                | 2023 | 2024   |
| ------------------ | ---- | ------ |
| Număr de persoane: | 600  | 596    |
| Diferență:         |      | −0,66% |